# Култышев, Иван Петрович
Иван Петрович Култышев (1925 — 2003) — передовик советского сельского хозяйства, общественный и хозяйственный деятель Советского Союза и Российской Федерации, руководитель колхоза имени Ленина Кунгурского района Пермской области (1962-1987 гг.), почётный гражданин Кунгурского района Пермской области, участник Великой Отечественной войны.

## Биография
Родился в 1925 году в деревне Лужки Кунгурского района Пермской области. В декабре 1942 года, в возрасте семнадцати лет был призван Юго-Осокинским военкоматом в ряды Красной армии, попал на фронт. Участник Великой Отечественной войны. Был командиром отделения инженерно-минной роты 29 гвардейской Унечской мотострелковой бригады 10 гвардейского Уральского добровольческого танкового корпуса. В 1942 году награждён медалью «За отвагу», в августе 1944 года - орденом Красной Звезды. Уволился со службы в 1950 году. 
Демобилизовавшись, с 1950 года стал работать электромонтёром в строительно-монтажном управлении «Ашхабадстрой», работал на Ленской машинно-тракторной станции. Завершил обучение в Верещагинском сельскохозяйственном техникуме. После этого начал свою трудовую деятельность в колхозе имени Ленина. Трудился главным инженером, а затем в феврале 1962 года назначен председателем колхоза имени Ленина. Проработал на этой должности до 28 апреля 1987 года. Внёс весомый вклад в развитие сельского хозяйства Кунгурского района и Пермской области.
Неоднократно награждался государственными наградами за успехи в сельскохозяйственном труде. Кавалер ордена Ленина, Октябрьской Революции и Трудового Красного Знамени. 
Трижды избирался депутатом Верховного Совета РСФСР, 7-го, 10-го и 11-го созывов. 
Был удостоен высокого звания «Почетный гражданин Кунгурского района». Ему было выдано удостоверение под №1.
Проживал в Кунгурском районе Пермской области. Умер в 2003 году.

## Награды
За трудовые успехи удостоен:
- Орден Ленина
- Орден Октябрьской Революции
- Орден Отечественной войны II степени
- Орден Трудового Красного Знамени
- Орден Красной Звезды
- медаль «За отвагу»
- другие медали.

- Почётный гражданин Кунгурского района.

## Память
- В 2015 году в селе Ленске Кунгурского района была торжественно открыта мемориальная доска в память о заслуженном человеке[5].